# Középpeterd
Középpeterd románul: Petreștii de Mijloc, falu Romániában, Erdélyben, Kolozs megyében.

## Fekvése
A Tordai-hasadéktól nyugatra, Magyarpeterdtől délre fekvő település.

## Története
Középpeterd, Peterd nevét 1407-ben említette először oklevél in Peterd hungaricali, et duabus Peterd volachorum alakban.
Későbbi névváltozatai: 1482-ben in utraque Petherd Wolahalibus ld Peterd, 1483-ban p. Kezepsew Olah Peterd, Kezepsewolahpetherd, Kezeppeterd, 1486-ban Kezeppetherd, 1505-ben utraque Olah Peterd, 1733-ban Közép Peterd, 1750-ben Középső Peterd, 1808-ban Peterd (Közép-), Petridul de minsloc, 1861-ben Közép-Peterd, 1888-ban KözépPeterd (Petridu din mislok), 1913-ban Középpeterd.
1528-ban Petherd-i Petherdy Máté Kewzeppetherd-en két népes jobbágytelkét eladta Gergely deák tordai sókamarásnak.
1529-ben Petherdy János özvegye Ilona visszabocsátotta Fancsika Balázsnak az elhunyt férjénél 60 Ft-ban elzálogosított mintkét Olahpetherd és Maghyarpetherd birtokbeli részeit. 1555-ben pedig Keozeppetherd-i 
részbirtokát Szentgothárdi Wass János özvegye: Hosszúaszói Dorottya 60 Ft-on zálogba adta testvérének: Mészkői Maray Gálné: Erzsébetnek.
A trianoni békeszerződés előtt Torda-Aranyos vármegye Tordai járásához tartozott.
1910-ben 463 lakosából 457 román volt. Ebből 461 görögkatolikus volt.

## Források

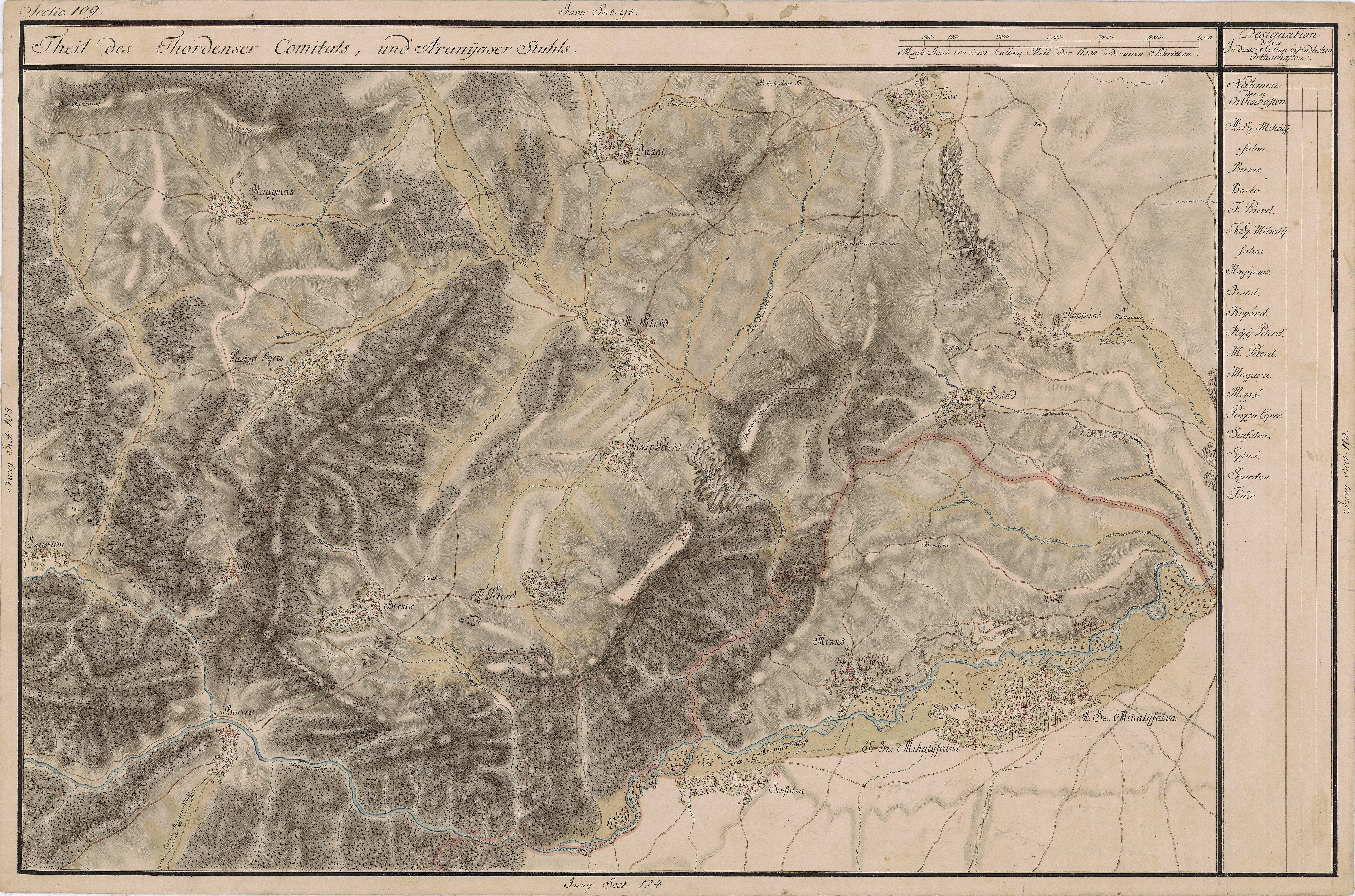
Középpeterd egy régi térképen